# 立川談志 (4代目)
四代目 立川 談志（たてかわ だんし、？ - 1889年5月10日）は、落語家。本名：中森 定吉。俗に独特の芸風から「郭巨の釜掘り」や「釜掘りの談志」などと呼ばれる。あまりにも人気があったことにより初代とみなす場合もある。

## 経歴
芝の当時有名な金持ち釜屋文蔵宅に出入りしているうちにその家の贔屓に2代目桂才賀がいたために弟子入りした。
初めは桂才太郎といいのちに桂才次郎となる。その後6代目桂文治の門で文鏡から、1877年ごろに4代目立川談志となった。
扇子一本で真打を務める実力者であったが、「ステテコの」初代三遊亭圓遊、「ヘラヘラ節の」初代三遊亭萬橘、「ラッパの」 4代目橘家圓太郎と共に明治の「珍芸の四天王」と言われもてはやされた。
芸風は「郭巨の釜掘り」というマイム・ギャグを考案し人気を博す。
晩年、病気で声を失い周囲の勧めで寄席の席亭になる準備の矢先に死去。

## 釜掘り
落語を一席やった後羽織を後ろ前に来て、手拭いを4つにたたんで後ろ捻り鉢巻を、扇子を半開きにして衿元へはさみ、座布団を脇に抱え
『そろそろ始まる郭巨の釜掘り、テケレッツのパッ！。』
と言い
『アジャラカモクレン、キンチャン（客）、テケレッツのパッ！。カマール（集まる）セキテイ（席亭）喜ぶ。テケレッツのパッ！……』
などと言い高座を歩き回る。今度は座布団をそばに置き、扇子を鍬に見立てて土を掘る仕草をし
『この子あっては孝行はできない、テケレッツのパッ！。天から金釜郭巨にあたえるテケレッツのパッ！。皆さん孝行しなさいよテケレッツのパッ！。……』
と言うこれらを単純に繰り返す芸であった。中国の二十四孝の孝子の一人の文句を参考にした。

## 弟子
- 立川談遊
- 立川談笑